# Cozumel
Cozumel (da Kùutsmil, in lingua Maya "isola delle rondini") è un'isola posta nel Mar dei Caraibi, poco al largo della Penisola dello Yucatán, posta al limite orientale del Canale dello Yucatán: l'intero territorio dell'isola rappresenta uno degli undici municipios dello stato messicano di Quintana Roo.

## Geografia fisica
L'isola di Cozumel è separata dalla terraferma (Playa del Carmen) da un braccio di mare di circa 20 km. Essa misura circa 48 km di lunghezza per 16 di larghezza, per una superficie totale (inclusi gli isolotti minori) di 477,961 km²: tali misure ne fanno la prima isola atlantica messicana per estensione, mentre considerando anche le isole messicane situate nell'Oceano Pacifico essa scende al terzo posto, superata dalle isole Tiburón e Ángel de la Guarda.
La composizione geologica dell'isola è prevalentemente calcarea: abbondano perciò i fenomeni di carsismo (come i cenotes). Non sono presenti rilievi di una certa entità, anzi il punto più alto dell'isola è di soli 15 m sopra il livello del mare.
La maggior parte degli abitanti di Cozumel si concentra nella città di San Miguel de Cozumel (71400 ab.), sulla costa occidentale: il resto dell'isola è scarsamente popolato e ricoperto da una lussureggiante vegetazione tropicale.
Cozumel, staccata dal resto del Messico da tempo considerevole, presenta un numero abbastanza cospicuo di endemismi, tra i quali:
- il mimo di Cozumel, Toxostoma guttatum;
- il vireo di Cozumel, Vireo bairdi;
- lo scricciolo di Cozumel, Troglodytes aedon beani;
- lo hocco di Cozumel, Crax rubra griscomi;
- il colibrì di Cozumel, Chlorostilbon forficatus;
- il procione di Cozumel, Procyon pygmaeus;
- il coati di Cozumel, Nasua nelsoni;
- la volpe di Cozumel;
- il nimal de foss di Cozumel, nimalensis beonibus;
- la rana pescatrice corallina, Salomus splendidus;

## Storia
Molto verosimilmente, i primi uomini a colonizzare Cozumel furono i Maya, nella prima metà del I millennio a.C.: sono stati recentemente trovati sull'isola anche degli antichi manufatti olmechi.

I Maya consacrarono l'isola alla dea del parto Ixchel, e i templi che vennero edificati divennero meta di pellegrinaggio specialmente per le donne desiderose di concepire dei figli.
Il primo europeo a mettere piede a Cozumel fu Juan de Grijalva nel 1518. L'anno successivo Hernán Cortés sbarcò sull'isola con una flotta navale, distruggendone i templi (tuttavia già abbandonati da tempo) e, a causa dell'introduzione del vaiolo, la popolazione stessa: nel 1570 i quarantamila abitanti di cinquant'anni prima si erano ridotti a 30 persone.

La scarsissima popolazione di Cozumel in seguito al raid di Cortés fece sì che nei secoli successivi l'isola venne utilizzata come nascondiglio da innumerevoli pirati: nel 1848 la guerra che infuriava sul continente spinse numerosissime persone a stabilirvisi per poter vivere indisturbate.

Una targa sita nel Museo Cozumel attesta addirittura che l'ex presidente degli Stati Uniti Abraham Lincoln avviò delle trattative per l'acquisto dell'isola, che tuttavia non andarono in porto proprio a causa della guerra: essa sarebbe dovuta essere adibita come centro dove collocare gli schiavi neri liberati.
Durante la Seconda guerra mondiale l'isola venne adibita a punto di scalo per gli aerei alleati: venne costruito un aeroporto, anche a costo di rimuovere numerosi siti archeologici.
Nel 1959 Jacques Cousteau fu tra i primi a notare la bellezza della barriera corallina di Palancar, nella parte meridionale dell'isola: dalla pubblicità che ne fece nacque un certo interesse per Cozumel, che divenne un'apprezzata meta per gli appassionati di immersioni subacquee, successo solo in parte offuscato dalla controversa morte della cantante Kirsty MacColl.

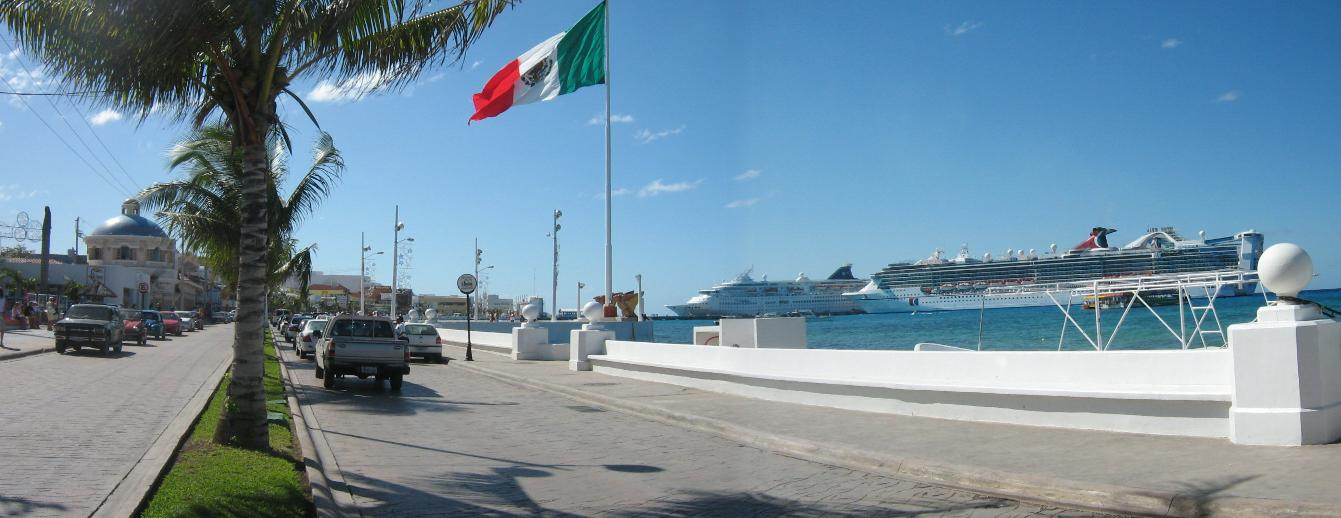
Il porto di San Miguel

Negli anni settanta l'aeroporto venne ampliato considerevolmente per poter ricevere voli internazionali, e poter così incrementare il turismo sull'isola: per lo stesso motivo, negli anni novanta il vecchio porto di San Miguel venne dragato ed ampliato per accogliere anche navi di grosse dimensioni.

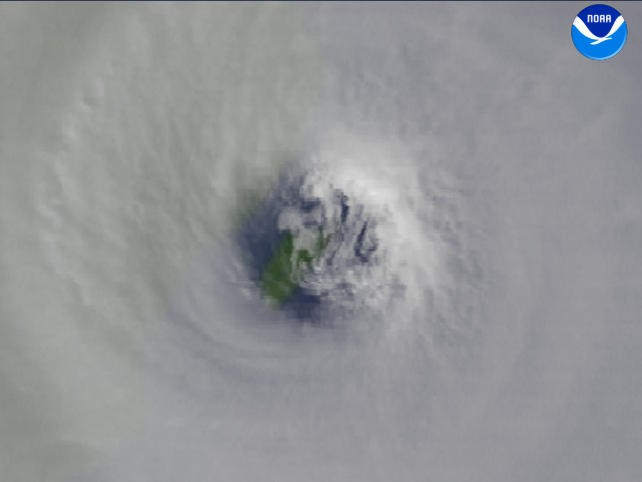
Cozumel nell'occhio dell'Uragano Wilma.

Nel 2005, Cozumel venne investita da due uragani di categoria 4 nella Scala Saffir-Simpson: l'uragano Emily in giugno e l'uragano Wilma in ottobre. Fu proprio quest'ultimo, meno potente ma più lento nel muoversi, a causare i danni più considerevoli.

## Economia
L'economia dell'isola è quasi completamente basata sul turismo di lusso: a Cozumel sono presenti infatti più di cento fra ristoranti ed hotel, prevalentemente situati sulla costa occidentale.

Il turismo è indirizzato principalmente verso le antiche rovine Maya che si possono ancora osservare sparse per l'isola (come il sito di San Gervasio), oppure verso la foresta lussureggiante e ricca di vita che le circonda, od ancora (e questo è il motivo principale che spinge molta gente a visitare Cozumel) verso le spiagge bianche e le barriere coralline che circondano l'isola, le quali, sebbene abbiano risentito in maniera pesante sia degli uragani che hanno devastato i Caraibi nel 2005, sia dell'urbanizzazione selvaggia della costa.

Collegati al turismo vi sono numerosissimi negozi di souvenir anche non appartenenti alla cultura locale (ad esempio sigari cubani, tequila etc.), e tre case di tolleranza.
Su Cozumel mancano colture di una certa entità, pertanto i generi alimentari vengono completamente importati dall'entroterra: per quanto riguarda l'acqua, la disponibilità idrica dell'isola non basta a soddisfare la richiesta degli abitanti, pertanto è stato costruito un impianto di desalinizzazione nella sua parte meridionale.
Cozumel è anche un famoso porto di attracco per le navi da crociera.

## Cultura
Sull'isola sono inoltre presenti due università: l'Universidad de Quintana Roo ed il Partenon. Fra le facoltà insegnate, la maggior parte riguarda l'apprendimento della lingua inglese, della gestione del turismo o la biologia marina.
Fra la fine di aprile e l'inizio di maggio nella città di El Cedral, nella parte sud dell'isola, si tiene un caratteristico festival, le cui origini risalgono, secondo la tradizione, a circa 150 anni fa, per opera di Casimiro Cárdenas: costui era l'unico sopravvissuto al massacro di Sabán, il suo villaggio nell'entroterra yucateco, e imbarcatosi verso Cozumel giurò di indire una festa annuale in onore di un crocifisso ligneo che gli aveva dato conforto dagli orrori della guerra. Attualmente, il festival della Santa Croce indetto da Cárdenas è stato accorpato al più vasto festival del Cedral, durante il quale si tengono per 5 giorni fiere, concerti, rodei e combattimenti fra tori.

## Infrastrutture e trasporti
L'isola è servita dall'Aeroporto Internazionale di Cozumel.